# 巴里奧斯岩
巴里奧斯岩（英語：Barrios Rocks）是南極洲的岩石，位於特里尼蒂半島，處於托羅角以西2公里，由智利探險隊命名，該岩石現時由南極條約體系管理。